# The Lemonheads
The Lemonheads é uma banda estadunidense de rock alternativo formada por Evan Dando (vocal e guitarra), Ben Deily (vocal e guitarra) e Jesse Peretz (baixo) em 1986.

## História
Evan Dando, que mais tarde se tornou o único remanescente da formação original, tocou bateria (além das guitarras, vocais e composições) no primeiro EP Laughing All The Way To The Cleaners de 1986, financiado pela própria banda. O som era uma mistura de punk e pop, similar a bandas da época como Hüsker Dü e Replacements. Os garotos em seguida ingressaram na universidade, mas Dando logo estava fora, batalhando um contrato com a gravadora Taang!, selo independente de Boston. No ano seguinte, ele também tocou baixo para a banda Blake Babies, ao lado de Juliana Hatfield (que mais tarde tocaria no próprio Lemonheads e posteriormente embarcaria em carreira solo). O baterista do Blake Babies, John Strohm passou a tocar também no Lemonheads naquela época, mas acabou ficando por pouco tempo.
O Lemonheads levou o seu punk para a gravadora Taang!, onde gravou três álbuns, Hate Your Friends (1987), Creator (1988) e Lick (1989), lentamente fixando seu nome no circuito independente americano. Ao mesmo tempo em que a banda começava a chamar a atenção, Evan Dando passava a ser a figura principal do Lemonheads, tanto nas composições quanto nos vocais.
Isso foi gerando uma rivalidade bastante enérgica com o outro vocalista e compositor Ben Deily. Como conseqüência, os álbuns foram se tornando bastante díspares nas composições, demonstrando que a banda já não trabalhava em conjunto. A rivalidade entre os dois líderes também rendeu histórias pitorescas. Na turnê do álbum Lick, durante as músicas com Deily nos vocais, Evan improvisava Sweet Child O'Mine do Guns n' Roses para desespero do restante da banda. Deily acabou saíndo em 1989, ameaçando entrar na justiça caso Evan tocasse uma nota de alguma canção sua.
Lick, o último álbum com Deily, já começava a mostrar uma certa mudança em som em favor de melodias mais suaves, sendo o exemplo maior a cover de Luka de Suzane Vega. Lançado como single, a canção atingiu o topo das paradas das rádios universitárias e despertou o interesse das grandes gravadoras. A banda acabou assinando com a Atlantic Records ainda em 1989 e no ano seguinte lançou Lovey. O disco era o mais diverso da carreira da banda até então, com baladas acústicas (Ride With Me), influências country (Brass Buttons, cover de Gram Parsons) e a energia punk de sempre (Year of the Cat, Stove e Ballarat). No entanto, o álbum acabou sendo mais elogiado pela crítica do que propriamente um sucesso de público e o Lemonheads deu uma parada na carreira, quando Evan Dando passou um tempo na Austrália. Nessa época, o baixista Jesse Peretz estava oficialmente fora da banda. Ele se tornou diretor, trabalhando em diversos videoclipes, incluindo alguns do próprio Lemonheads e os premiadíssimos Big Me e Learn To Fly do Foo Fighters. Em 1997 dirigiu seu primeiro longa metragem, First Love, Last Rites.
Em 1992 Evan Dando reformulou o Lemonheds com Juliana Hatfield no baixo e o australiano David Ryan na bateria para gravar o álbum It's A Shame About Ray. Hatfield deixou a banda imediatamente após as gravações, entrando Nic Dalton em seu lugar. Foi um álbum um disco calmo e despretensioso, com melodias e letras fáceis recheadas de violões. Muito disso é reflexo do tempo em que Evan passou na Austrália, quando escreveu em pareceria com Tom Morgan a maioria das canções do álbum.
Mrs. Robinson, cover do Lemonheads para o grande sucesso da dupla Simon & Garfunkel, é lançado como single e conquista as paradas, levando It's A Shame About Ray a alcançar 800.000 cópias vendidas nos Estados Unidos, tornando-se o auge da popularidade da banda.
A partir daí Evan Dando passou a ser figura fácil nas revistas e ganhou status de celebridade pop. Durante esse período, atuou no filme Reality Bites e participou da coletânea Sweet Relief (1993) em benefício de Victoria Williams.
O próximo disco da banda, Come On Feel The Lemonheads (1993) teve seu lançamento atrasado em função dos crescentes problemas pessoais de Evan em decorrência do abuso de drogas. O álbum foi um sucesso de crítica e público no Reino Unido, onde o single Into Your Arms se tornou o maior hit da banda. Mas nos Estados Unidos o disco não teve o mesmo desempenho do seu antecessor, no auge do rock alternativo, Dando era acusado de superficial. Nessa época, o envolvimento de Dando com as drogas continuava a piorar e obrigou o Lemonheads a cancelar várias apresentações. O futuro da banda era incerto, ainda que Dando tivesse melhorado no fim do ano e feito uma turnê solo pelo Estados Unidos durante 1994, enquanto escrevia novas músicas para o Lemonheads (incluindo uma colaboração com Iggy Pop, que acabou descartada).
A banda oficialmente se separou no começo de 1995, e Evan era o único remanescente. Passou boa parte de 1995 acompanhando uma turnê do Oasis. Naquele ano, Evan foi vaiado durante uma apresentação no importante Glastonbury Festival na Inglaterra, depois de subir ao palco com algumas horas de atraso. Após esse episódio, o Lemonheads só foi reunido no ano seguinte com uma nova formação para as gravações de um novo álbum.

## Discografia
- Hate Your Friends (1987)
- Creator (1988)
- Lick (1989)
- Lovey (1990)
- It's a Shame About Ray (1992)
- Come on Feel the Lemonheads (1993)
- Car Button Cloth (1996)
- The Lemonheads (2006)
- Varshons (2009)
- Varshons 2 (2019)